# Mellinus
Mellinus ist eine Gattung der Grabwespen (Spheciformes) aus der Familie Crabronidae. Sie wurde früher der Unterfamilie Bembicinae zugeordnet, wird jedoch neuerdings in die Unterfamilie Mellininae gestellt, wo sie die einzige Art der Tribus Mellinini ist. Es sind nur drei Arten aus der Paläarktis bekannt, wobei es sich bei Mellinus alpinus vermutlich nur um eine dunklere Gebirgsvariante von Mellinus arvensis handelt. Sämtliche Arten der Gattung sind auch in Europa verbreitet.

## Merkmale
Charakteristisch für die Gruppe ist das schlanke, stielartig verlängerte erste Hinterleibssegment und die gelben bis weißlichen Flecken und Binden auf dem glänzenden und ansonsten schwarzen Körper.

## Arten (Europa)
- Mellinus arvensis (Linnaeus, 1758)
- Mellinus crabroneus (Thunberg, 1791)

## Belege